# Carlisle (Anglie)
Carlisle (výslovnost /kɑrˈlaɪl/) je město na severozápadě Anglie, jde o největší sídlo na území hrabství Cumbria. Nachází se 16 kilometrů od hranic se Skotskem. Je součástí nemetropolitního obvodu City of Carlisle a je administrativním centrem tohoto celku i Cumbrie. Je také hlavním městem tradičního hrabství Cumberland. Podle výsledků sčítání obyvatel z roku 2001 mělo město 71 773 obyvatel a ve zbývající části obvodu žilo asi 100 000 obyvatel.

## Historie
Carlisle se vyznačuje kompaktním historickým centrem s hradem, muzeem, katedrálou a částečně zachovanými hradbami. Pozornost si zaslouží i věž původního soudního dvora nebo tvrze, která nyní slouží jako kanceláře Rady hrabství Cumbrie.

### Římané
Okolo roku 72 vybudovali v Carlisle Římané dřevěné opevnění. Poté, co bylo asi roku 104 zbořeno, byla vybudována druhá dřevěná tvrz. Roku 165 bylo toto opevnění nahrazeno kamenným. Římané nazývali tuto osadu, jak vyplývá z římské destičky nedávno objevené při vykopávkách ve městě, Luguvalium. Toto jméno se dá přeložit z latiny jako Lugusova pevnost. V dokumentech z 11. a 12. století je používán název Caer Llewelyn (Llewelynův hrad). Luel a jeho varianty je velšské osobní jméno.

### Novější historie

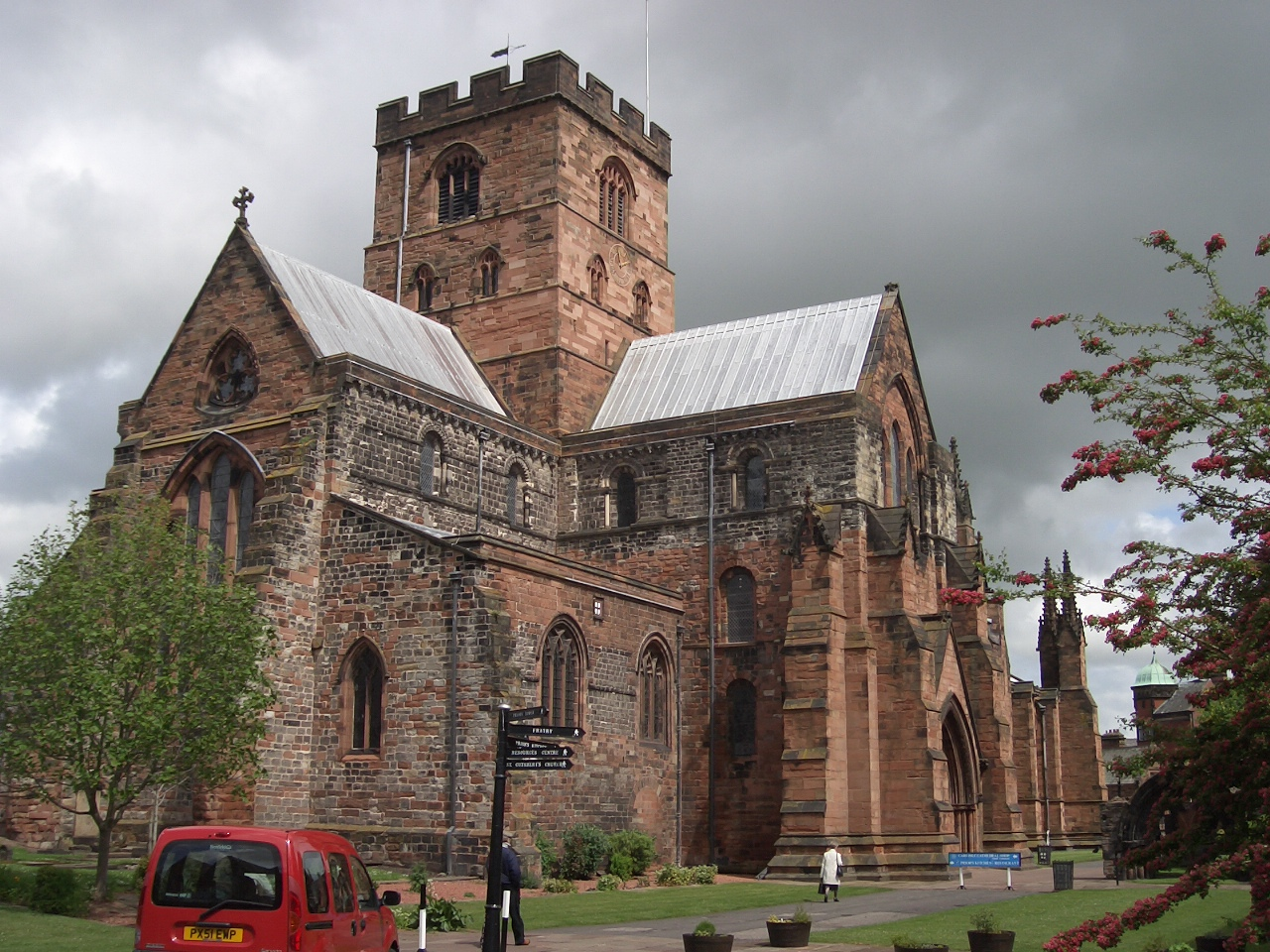
Carliská katedrála

Vzhledem k tomu, že Carlisle bylo po nějaký čas posledním anglickým městem u skotských hranic a později posledním skotským městem u anglických hranic v dobách kdy byla tato království samostatná, bylo významným vojenským centrem a Carliský hrad je stále relativně zachovalý. Byl vybudován v roce 1092 za vlády Viléma II. a byla v něm vězněna i Marie Stuartovna.
V prosinci 1745 jakobitský pretendent Karel Eduard Stuart obsadil město po obléhání. V době ústupu Karlových jakobitů v roce 1746 nařídil, aby se Manchesterský pluk přesunul do Carlisle a „pokračoval v držení alespoň jednoho anglického města“, avšak britské vojsko pod vedením vévody z Cumberlandu město záhy obsadilo. V současné době zde stále sídlí královský pohraniční pluk.
V roce 1916 v době první světové války převzala vláda správu všech místních hospod a hlavního pivovaru z důvodu rozšířeného opilství mezi místními dělníky. Tento experiment se znárodněním pivovarnického odvětví, známý jako  Carlisle Board of Control a později  Carlisle & District State Management Scheme, trval až do roku 1971.
Tullie House Museum vystavuje exponáty z této příhraniční oblasti, včetně materiálů o Hadriánově valu, obranné zdi postavené Římany, jejíž část vede obvodem Stanwix, a mnoho ukázek římské architektury. V tomto muzeu byla také uschována vynikající knihovna, ale byla přestěhována do The Lanes (hlavní obchodní centrum města). Carlisle Cathedral se pyšní největším oknem mezi všemi katedrálami v Evropě ale její západní část byla zbořena Oliverem Cromwelem pro vyztužení kaple. V Carlisle lze také najít, na jih od centra města, prvotřídní závodiště.

## Geografie
Carlisle je středověké město a sídlo diecéze, které dala jméno. Nachází se na mírné výšině v oblasti Cumberlandu, na soutoku řek Eden, Caldew a Petterill.
Toto významné obchodní centrum se nachází 90 km na západ od Newcastle upon Tyne, 115 km na sever od Lancasteru, 145 km na jih od Glasgow, 150 km jihozápadně od Edinburghu, 190 km severozápadně od Yorku a 490 km na severozápad od Londýna na 54° 54' s.š. a 2° 56' z.d. Poblíž Carlisle se nachází Longtown, Penrith, Brampton, Wigton, Haggbeck, Harker, Carwinley, Blackford, Houghton, Aglionbz a Rockcliffe.
V lednu 2005 zasáhla Carlisle vichřice doprovázená silným deštěm a v sobotu 8. ledna 2005 byly všechny silnice z důvodu intenzivních záplav uzavřeny. Tato živelní pohroma byla nejhorší od roku 1822, kdy zemřeli tři lidé.

## Ekonomika a průmysl
Průmyslovým centrem se město stalo v 19. a na počátku 20. století. Vzniklo zde mnoho textilních továren, strojírenských dílen a potravinářských společností, především v oblastech Denton Holme, Caldewgate a Wapping (jedna z těchto textilních továren, Ferguson Printers, se nacházela v Denton Holme až do jejího uzavření v 90. letech 20. století). Na počátku 19. století byl vyhlouben kanál spojující Caldewgate s přístavem u Carlisle. Později byl ale zasypán a trasa byla využita pro železniční trať.
Mezi známé společnosti, který byly v Carlisle založeny nebo zde měly své sídlo, je možno zařadit Carr's of Carlisle (nyní součást United Biscuits), Kangol, Metal Box (nyní součást Crown Cork and Seal). Ve městě vznikly stavební společnost John Laid a dopravní společnost Eddie Stobart Ltd. Až do roku 2004 byl největším zaměstnavatelem v Carlisle Cavaghan & Gray, pobočka Northern Foods, který působil na dvou místech v obvodu Haraby a vyráběl mražené potraviny pro velké řetězce supermarketů. V lednu 2005 byla továrna na London Road uzavřena, což bylo doprovázeno ztrátou asi 700 pracovních míst, a její produkce přesunuta do Eastern Way' nebo do jiných míst Velké Británie.
Carlisle se také stalo významným železničním uzlem, když v jednu dobu používalo železniční stanici Carlisle až sedm dopravních společností. Na okraji města a v původních průmyslových zónách se nachází kancelářské komplexy a střediska lehkého průmyslu. 28. března 2005 obdrželo Carlisle status města kde se vyrábí výrobky, které dosahují dohodnuté standardy ve vztahu k životnímu prostředí, vývoje a pracovních podmínek výrobců produktů (Fairtrade City).

## Správa města
Carlisle bylo městem již od středověku a zároveň volebním obvodem distriktu nebo parlamentu po staletí, v jednu dobu bylo zastoupeno v parlamentu dvěma poslanci. Roku 1835 se stalo samostatným správním obvodem (municipal borough), které bylo roku 1914 vyčleněno z působnosti rady hrabství.
Hranice města se od roku 1835 několikrát změnily a poslední změny doznaly roku 1974 kdy na základě správní reformy se město a hrabství sloučily s Border Rural District a vytvořily novou správní jednotku nemetropolitní distrikt City of Carlisle.
Distrikt původně zahrnoval několik obcí nebo jejich částí ale všechny byly začleněny roku 1904 do Carlisle. V současnosti tato oblast, z výjimkou Stanwix Rural, Kingmoor a St Cuthbert Without, neobsahuje samostatné obce.
Městská rada zasedá v budově ze 60. let 20. století známé jako Městské centrum v Rickergate. Tato budova má ale být brzy zbořena a okolní oblast obnovena.

## Doprava
Carlisle je spojeno s ostatními částmi Anglie směrem na jih dálnicí M6 a na sever se Skotskem dálnicí M74/A74 směrem na Glasgow. Mimo těchto hlavních tahů ve městě začínají nebo končí další hlavní silnice – A6 směrem na Penrith (v minulosti hlavní spojení s jihem země), A595 do západní Cumbrie, A69 na Newcastle a A7 do Edinburghu. Dopravní zácpy především v době dopravních špiček jsou pro město velkým problémem. Je naplánována výstavba obchvatu města, který by měl svést dopravu směřovanou z dálnice M6 podél hranic města mimo jeho centrum, jak je tomu doposud.
Carlisle je také hlavním železničním uzlem na západním pobřeží. Železniční linky spojují město s Newcastlem, Leedsem a Glasgow a západní Cumbrií.
Místní autobusovou dopravu zajišťují společnosti Stagecoach Group a Arriva. Po ničivé záplavě městského autobusového depa z 8. ledna 2005 společnost Stagecoach přislíbila obnovu vozového parku autobusových linek především se zaměřením na nízkopodlažní autobusy.

## Vzdělání
St Martin's College sídlí v Carlisle na Fusehill Street. Poskytuje vzdělání v širokém spektru oborů jako jsou například psychologie, obchod, vzdělání pedagogů a sociálních pracovníků.
Ve městě se také nacházejí tři ze čtyř fakult Cumbria Institute of the Arts, jehož hlavní budovu je možno nalézt v sousedství řeky Eden. Dále se v Carlisle nachází část budov University of Central Lancashire. Obě tyto školy poskytují vysokoškolské vzdělání. První v oblasti umění, médií a příbuzných odvětví zatímco druhá v oblasti obchodu, informačních technologií a práva.
Byly potvrzeny plány na vytvoření jedné University of Cumbria, která má být otevřena v srpnu 2007. Měla by vzniknout spojením St Martin's College a Cumbria Institute of the Arts.
Střední školy v Carlisle – St Aidan's County High School a Specialist Sports and Science College, Austin Friars St Monicas (římskokatolická soukromá škola), Trinity - Centre of Excellence for Languages, Newman (římskokatolická škola), Morton School a North Cumbria Technology College (NCTC, původně Harraby School). Další střední školy v oblasti City of Carlisle – Caldew School (Dalston), William Howard School (Brampton), Nelson Thomlinson School (Wigton) a Lochinvar School (Longtown).

## Sport

### Fotbal
Město reprezentuje v anglické první fotbalové lize klub Carlisle United FC. Tento klub postoupil do této soutěže jako vítěz druhé fotbalové ligy v sezóně 2005/2006, kam vstoupil poté, co zvítězil v národní konferenci v sezóně předchozí. Jeho domovským stadiónem je Brunton Park Stadium v centru města. Klub hrál krátce i v nejvyšší anglické fotbalové lize First Division a to v sezóně 1974/75.

### Ragby
V jednu dobu zde působil ragbyový klub Carlisle RLFC, který se později sloučil s Barrow a přestěhoval se mimo město. Nyní zde působí jiný ragbyový klub CRUFC, který sídlí nedaleko u fotbalového stadiónu.